# Томи Макинен
Томи Антеро Макинен (на фински: Tommi Antero Mäkinen) е знаменит финландски рали пилот, четирикратен Световен рали шампион (1996, 1997, 1998, 1999). Макинен е един от най-успешните състезатели в историята на Световният рали шампионат (WRC).
Макинен заема второ място (заедно със своя сънародник Юха Канкунен) по брой световни титли), и е на пето място в историята по брой победи (24), шести по брой спечелени етапни победи (139).

## Победи в състезания от календара наФИА– Световен рали шампионат (24)
- 1994 – 1 (Финландия)
- 1996 – 5 (Швеция, Кения, Аржентина, Финландия, Австралия)
- 1997 – 4 (Португалия, Испания, Аржентина, Финландия)
- 1998 – 5 (Швеция, Аржентина, Финландия, Италия, Австралия)
- 1999 – 4 (Монте Карло, Швеция, Нова Зеландия, Италия)
- 2000 – 1 (Монте Карло)
- 2001 – 3 (Монте Карло, Португалия, Кения)
- 2002 – 1 (Монте Карло)

## Разработка на спортни автомобили
След като приключва своята кариера, Макинен започва да разработва спортни автомобили за рали състезания и пистов шампионат. Гостува в България през 1998 година.
Tommi Mäkinen Racing Ltd разработва автомобилите за екипа на Приста Ойл Рали Тим, за който се състезава националният рали шампион Крум Дончев.